# Народно читалище „Искра – 1860“
Народното читалище „Искра“ е основано в град Казанлък през 1860 година и е традиционен организатор на Конкурса за детска песен, който се провежда в дните на Празника на розата в града.
Първото театрално представление на читалището е изнесено през зимата на 1869 г., пиесата „Зла жена“. През 1899 г. българският композитор Емануил Манолов написва първата българска опера „Сиромахкиня“, която има своето първо представление пред публика, под негово диригентство същата година. За нуждите на читалището през 1899 г. е построена първата в България читалищна сграда. Академик Петко Стайнов създава първите си творби – симфоничната поема „Легенда“, сюитата „Приказка“, „Тракийски танци“, под негово диригентство казанлъшкият оркестър изпълнява творбата. От читалището водят началото си музей „Искра“, създаден през 1901 г, вестник „Искра“, със своя първи брой, излязъл на 1 юни 1924 г. Звезда на читалището е н. а. Стефан Гецов.
| Битов оркестър                                           |
| Народен хор                                              |
| Детски фолклорен танцов състав                           |
| Средношколски фолклорен танцов състав                    |
| Фолклорна камерна група                                  |
| Представителен фолклорен танцов състав                   |
| Смесен хор „Петко Стайнов“                               |
| Квинтет за изпълнение на арии и дуети от опери и оперети |
| Детско-юношески хор „Искра“                              |
| ВГ „Искрица-джуниър“ (7 – 11 г.)                         |
| Трио ВДМ (Веселина, Димитър, Мирела)                     |
| Вокална Формация „Искрица – Гранд“ (14 – 18 г.)          |
| ВГ „Севтополис“                                          |
| Трио „Настроение“                                        |
| „Елс денс“ – група за стрийт и брейк танци               |
| Младежка театрална студия                                |
| Формация „Буфо“                                          |
| Пантомима                                                |
| Формейшън за спортни танци „Джуниър“                     |
| Формейшън за спортни танци „Юноши“                       |

| Школа по акордеон „Ем. Манолов“                          |
| Школа по пиано „Ем. Манолов“                             |
| Школа по цигулка „Ем. Манолов“                           |
| Школа по синтезатор „Ем. Манолов“                        |
| Школа по солфеж „Ем. Манолов“                            |
| Детска вокална школа „Искрица-джуниър“ (3 – 6 г.)        |
| Школа по английски език                                  |
| Школа по народно пеене „Искра“                           |
| Школа народни танци за начинаещи „Искра“ (7 – 9 г.)      |
| Школа по народни танци за начинаещи „Искра“ (10 – 12 г.) |
| Школа по латиноамерикански танци                         |
| Школа по стандартни танци                                |
| Детска театрална школа                                   |
| Школа по Художествено слово                              |
| Детска балетна школа (4 – 12 г.)                         |
| Клуб „Фолклор“                                           |
| Клуб „Поетичен монограм“                                 |
| Клуб „Традиция“                                          |
| Школа по класическа китара                               |
| Клуб „Зумба“                                             |